# Biserica de lemn din Boboiești

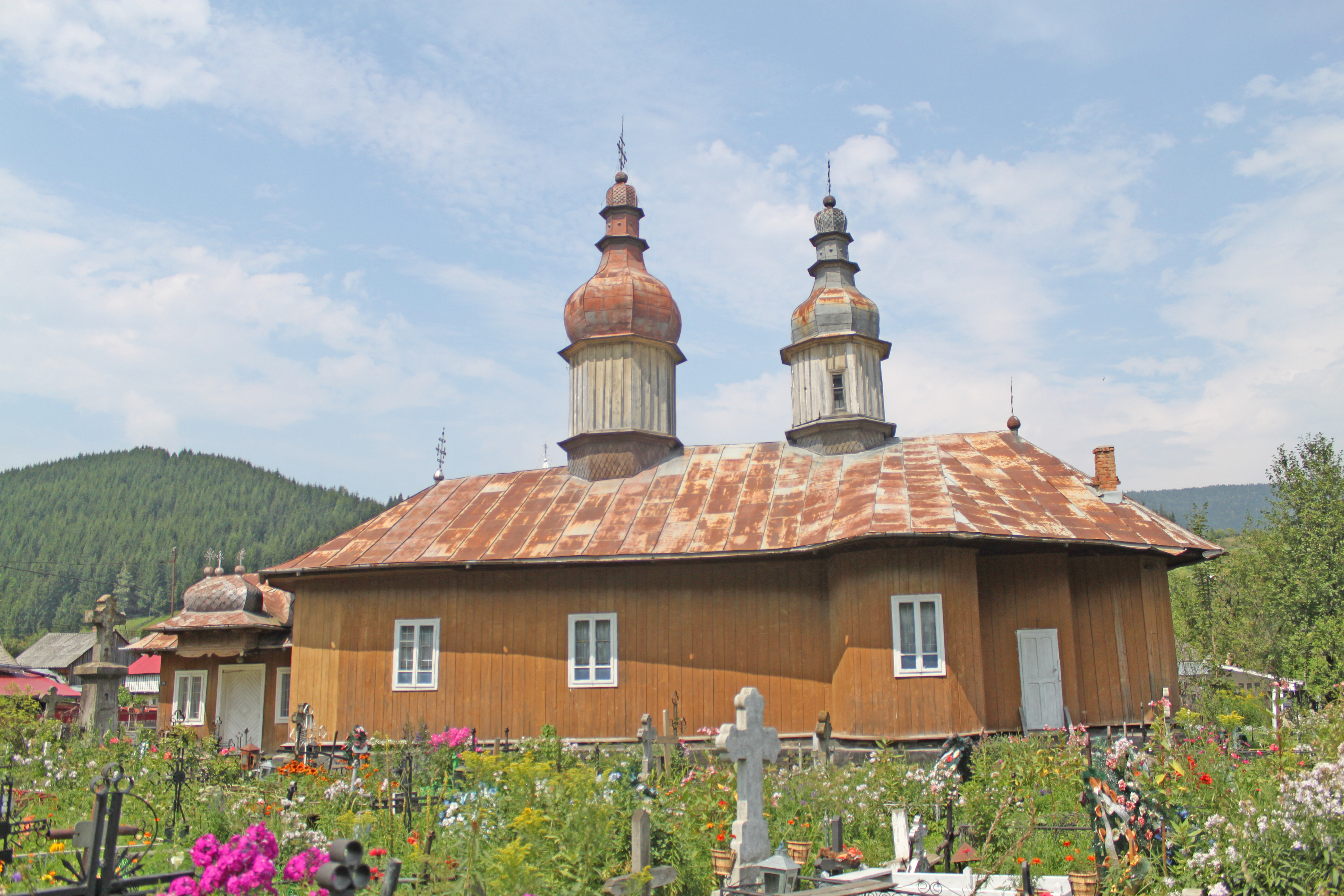
Biserica de lemn din Boboieşti, judeţul Neamţ

Biserica de lemn din Boboiești din satul cu același nume din comuna Pipirig, județul Neamț.